# ハタリ!
『ハタリ!』（Hatari!、「危ない!」という意味のスワヒリ語）は、1962年に公開されたアメリカ合衆国の冒険アクション映画。ハワード・ホークス監督、ジョン・ウェイン、ハーディ・クリューガー、エルザ・マルティネッリ出演。アフリカを舞台に、猛獣を生け捕って動物園やサーカスに売るプロフェッショナル集団と野生動物たちとの駆け引きを、雄大なメルー山を背景に描く。
本作はテクニカラー方式で撮影され、現在の北タンザニアであるタンガニーカでロケが行われた。
動物捕獲集団はショーン・マーサー（アメリカ合衆国）、ポケッツ（アメリカ合衆国）、アンナ・マリア・”ダラス”・ダレッサンドロ（イタリア）、カート・ミューラー（ドイツ）、ブランディ・デ・ラ・コート（フランス）、チャールズ・”チップス”・モーリー（フランス）、ルイス・フランシスコ・ガルシア・ロペス（メキシコ系アメリカ人）などそれぞれ異なる国から集められているという設定で、俳優はその国の出身者が配役されている。

## キャスト
| 役名                                     | 俳優                           | 日本語吹替                                  |
| 役名                                     | 俳優                           | フジテレビ版                                |
| ---------------------------------------- | ------------------------------ | ------------------------------------------- |
| ショーン・マーサー                       | ジョン・ウェイン               | 小林昭二                                    |
| カート・ミューラー                       | ハーディ・クリューガー         | 中田浩二                                    |
| アンナ・マリア・”ダラス”・ダレッサンドロ | エルザ・マルティネッリ         | 武藤礼子                                    |
| ポケッツ                                 | レッド・バトンズ               | 羽佐間道夫                                  |
| チャールズ・”チップス”・モーリー         | ジェラール・ブラン             | 堀勝之祐                                    |
| リトルウルフ                             | ブルース・キャボット           |                                             |
| ブランディ・デ・ラ・コート               | ミシェル・ジラルドン           | 鈴木弘子                                    |
| ルイス・フランシスコ・ガルシア・ロペス   | ヴァレンティン・デ・ヴァルガス | 渡部猛                                      |
| サンダーソン                             | エドュアルド・フランツ         |                                             |
| 不明 その他                              |                                | 平井道子 高塔正康 清川元夢                  |
| 日本語スタッフ                           |                                |                                             |
| 演出                                     | 演出                           | 春日正伸                                    |
| 翻訳                                     | 翻訳                           | 飯嶋永昭                                    |
| 効果                                     | 効果                           | PAG                                         |
| 調整                                     | 調整                           | 山田太平                                    |
| 制作                                     | 制作                           | 東北新社                                    |
| 解説                                     | 解説                           | 前田武彦                                    |
| 初回放送                                 | 初回放送                       | 1972年10月20日・27日 『ゴールデン洋画劇場』 |

※初回版放送は2週連続でノーカット放送 BD/DVDに収録されているのは再放送の短縮版(約146分)

## スタッフ
- 監督・製作：ハワード・ホークス
- 脚本：リイ・ブラケット
- 原案：ハリー・カーニッツ（英語版）
- 撮影監督：ラッセル・ハーラン（英語版）
- 美術：ハル・ペレイラ、カール・アンダーソン
- 編集：スチュアート・ギルモア（英語版）
- 衣裳デザイン：イーディス・ヘッド
- 音楽：ヘンリー・マンシーニ

## 製作
ホークスは著名な南アフリカの動物保護主義者のイアン・プレイヤーから動物捕獲についての知識を学んだ。1952年の南アフリカは家畜動物を保護するため体の大きな野生動物の駆除を手当たり次第に行い、その結果シロサイは300頭にまで減ってしまった。それからプレイヤーは彼の有名なサイ捕獲方法でサイを移動させ、シロサイの救出を開始した。プレイヤーの人道的なプロジェクトはライノ作戦と呼ばれ、のちにドキュメンタリー映画が製作された。ホークスは映画に取り組むため、このドキュメンタリーを繰り返し観て学んだ。
ミシェル・ジラルドンは配役された当時英語がまったく話せなかったため、彼女は独学で英語を習得した。
政府公認の動物捕獲者のウィリー・デ・ビーアは技術顧問としてホークスに雇われ、彼のアシスタントと部下は動物の捕獲に関して専門スタッフになった。
ホークスは著名なアニマルフォトグラファーのイーラから影響を受け、脚本家のリイ・ブラケットにイーラを基にした登場人物をメインに加えるよう脚本を変えさせた。彼女はオーストラリア出身のハンガリー人で、ドイツのボーディングスクールで教育を受けた。ホークスは「私達はドイツ人女性の設定を実在の人物から引用した。彼女は世界で最高のアニマルフォトグラファーだった。」と語った。この登場人物は動物園のために働くカメラマンのアンナ・マリア・”ダラス”・ダレッサンドロで、エルザ・マルティネッリが演じた。
本作の挿入曲としてヘンリー・マンシーニが作曲した「子象の行進」は現在まで記憶される楽曲となった。